# Volksgewehr

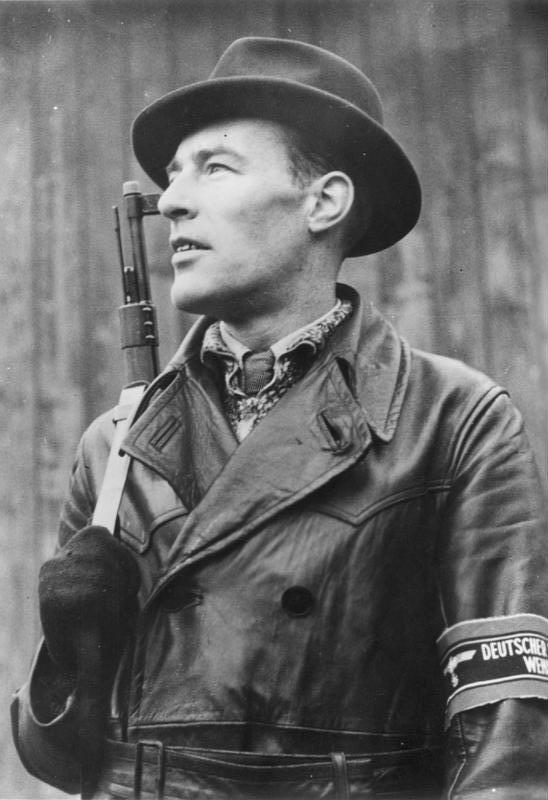
Боец Фольксштурма с карабином Маузер 98к

Volksgewehr (с нем. — «народная винтовка») — семейство стрелкового оружия, винтовки и карабины, выпускавшиеся различными производителями в нацистской Германии для нужд Фольксштурма во время Второй мировой войны, в конце 1944 — начале 1945 года. Оружие создавалось, как максимально дешёвое, простое, требующее минимума сырья для производства и потому имело сравнительно примитивную конструкцию и невысокое качество изготовления.

## История
После образования Фольксштурма в конце сентября 1944 года, перед командованием встала задача вооружить личный состав организации. При общей численности Фольксштурма в 6 000 000 человек, требовалось не менее 4 000 000 единиц стрелкового оружия разных типов (по другим данным — требовалось 4 000 000 одних только винтовок). Первым вариантом стал основной карабин Вермахта, Маузер 98к. Однако, промышленность Германии, к тому моменту страдавшая от бомбардировок и испытывавшая нехватку ресурсов из-за утраты территорий, не могла обеспечить производство даже упрощённого варианта карабина в необходимых объёмах: в конце 1944 года заводы выпускали менее 200 000 карабинов в месяц при потребности одного только Вермахта в 300 000 в месяц.
Следующим шагом стала попытки сбора оружия у населения и полувоенных организаций, таких как СА и Гитлерюгенд. Также оружие изымалось у полиции, охраны тюрем и даже из музеев. В результате Фольксштурм получил на вооружение разнообразные образцы гражданского оружия, включавших в себя охотничьи ружья и винтовки, дриллинги, малокалиберные винтовки, пистолеты и револьверы невоенных образцов.
Также практиковалась выдача трофейного оружия, такого как австрийские винтовки Манлихера M1895, итальянские винтовки Каркано M1891, советские винтовки Мосина, французские винтовки Лебеля M1886, а также другие итальянские, советские, французские, чехословацкие, бельгийские, датские, норвежские и британские образцы стрелкового оружия. В целом, Фольксштурм получил оружие всех стран, против которых Германия сражалась во Второй мировой войне. При этом чаще всего встречались различные варианты итальянских винтовок Каркано.
Заключительной попыткой вооружения Фольксштурма стало создание Volksgewehr-Programm (с нем. — «программа народной винтовки»), заключавшаяся в создании образцов стрелкового оружия, которое стало бы максимально дешёвым, простым и требовало бы минимума сырья для производства. Предполагалось, что части оружия будут изготавливаться в малых мастерских, располагавшихся в различных округах (гау) Германии, а не на крупных оружейных заводах. Стволы для винтовок под патрон 7,92 × 57 мм должны были изготавливаться в том числе переделкой из запасных стволов для авиационных пулемётов MG 15, MG 17 и MG 81, имевшихся на складах Люфтваффе. Программу курировала Sonderkommission Infanteriewaffen (с нем. — «специальная комиссия по пехотному вооружению»), подчинявшаяся Имперскому министерству вооружения и боеприпасов.
На испытания, проходившие 28 октября 1944 года, свои образцы представили 5 компаний:
- Appel
- Deutsche-Industrie-Werke[нем.]
- Erma[англ.]
- Gustloff-Werke[англ.]
- Mauser

Фаворитом первого этапа испытаний стала винтовка с продольно-скользящим затвором от компании Deutsche-Industrie-Werke, которая, однако, всё ещё нуждалась в доработках.
Второй этап испытаний проходил с 4 по 7 ноября и с 14 по 16 ноября 1944 года. Кроме пяти компаний, участвовавших в первом этапе конкурса, в нём приняли участие образцы 4 компаний:
- Walther
- Bergmann[англ.]
- Rheinmetall-Borsig
- Röchling Eisen-und Stahlwerke[англ.]

Победителем второго этапа стала винтовка от Walther, получившая обозначение VG1. Несмотря на то, что уже была выбрана винтовка для массового производства, вскоре было принято решение о производстве винтовок и карабинов от ещё 4 компаний: Spreewerk, Rheinmetall, Mauser и Steyr. Образцы получили обозначения VG2, VG3, VG4 и VG5.

### Производство
По официальным данным с января по март (включительно) 1945 года было выпущено 53 033 Volksgewehr всех типов. По подсчётам Дэррина Уивера, было сделано в общей сложности от 76 642 до 88 662 Volksgewehr всех типов. Таким образом, выпуск Volksgewehr не достиг планировавшихся 100 000 единиц в месяц.

## VG1

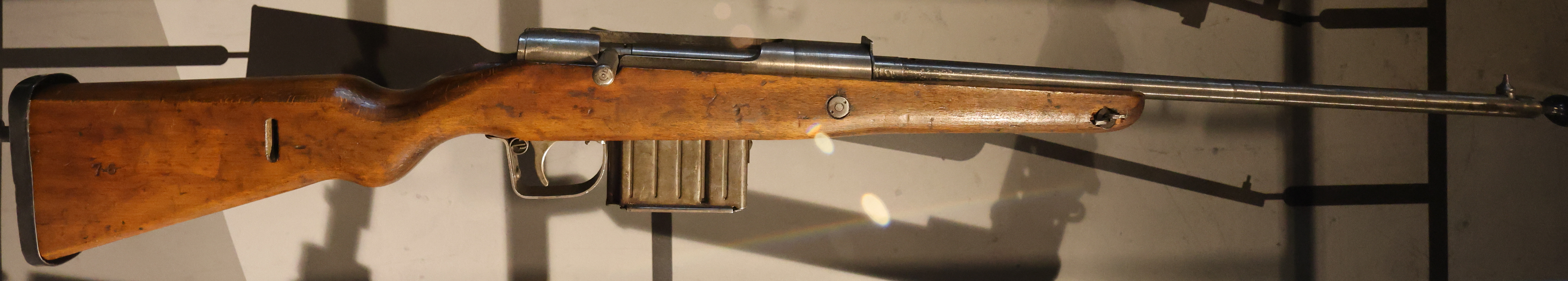
VG1

Винтовка под патрон 7,92 × 57 мм с продольно-скользящим затвором. Боепитание осуществлялось из отъёмного магазина от винтовки G 43 (карабина K43). Сконструирована компанией Walther, производилась по меньшей мере 18 предприятиями.
| Характеристики               | Характеристики                            |
| ---------------------------- | ----------------------------------------- |
| Годы производства            | 1944—1945                                 |
| Всего выпущено               | 50 000…60 602                             |
| Масса, кг                    | 3,3…3,77 (в зависимости от производителя) |
| Длина, мм                    | 930…1100 (в зависимости от производителя) |
| Длина ствола, мм             | 400…590 (в зависимости от производителя)  |
| Патрон                       | 7,92 × 57 мм                              |
| Принципы работы              | продольно-скользящий затвор               |
| Начальная скорость пули, м/с | 750                                       |
| Прицельная дальность, м      | 100…200                                   |
| Вид боепитания               | коробчатый магазин на 10 патронов         |
| Прицел                       | открытый                                  |

## VG2

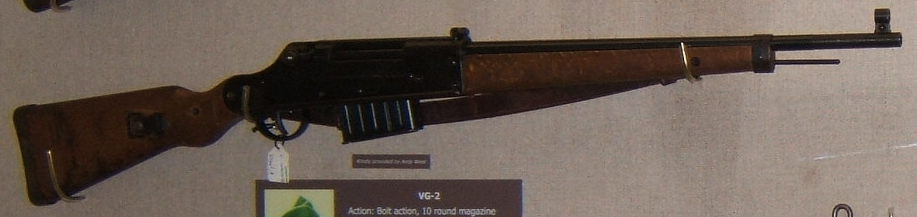
VG2

Винтовка под патрон 7,92 × 57 мм с продольно-скользящим затвором. Боепитание осуществлялось из отъёмного магазина от винтовки G 43 (карабина K43). Сконструирована компанией Spreewerk, производилась ей же и, вероятно, компанией Schichau.
| Характеристики                  | Характеристики                    |
| ------------------------------- | --------------------------------- |
| Годы производства               | 1945                              |
| Всего выпущено                  | 16 000…18 000                     |
| Масса, кг                       | 3,85 (без магазина)               |
| Длина, мм                       | 1068                              |
| Длина ствола, мм                | 500…530                           |
| Патрон                          | 7,92 × 57 мм                      |
| Принципы работы                 | продольно-скользящий затвор       |
| Скорострельность, выстрелов/мин | 10 (практическая)                 |
| Начальная скорость пули, м/с    | 730                               |
| Прицельная дальность, м         | 100…200                           |
| Вид боепитания                  | коробчатый магазин на 10 патронов |
| Прицел                          | открытый                          |

## VG3
Опытный карабин под патрон 7,92 × 33 мм с продольно-скользящим затвором. Боепитание осуществлялось из отъёмного магазина. Поздний образец отличался штампованной ствольной коробкой с раздельными цевьём и прикладом вместо цельной ложи. Сконструирован компанией Rheinmetall, не производился серийно. Также существовал ранний прототип под патрон 7,92 × 57 мм, не прошедший испытания.
| Характеристики    | Характеристики              |
| ----------------- | --------------------------- |
| Годы производства | 1945                        |
| Всего выпущено    | 3…50                        |
| Масса, кг         | 3,12 (без магазина)         |
| Длина, мм         | 880…890                     |
| Длина ствола, мм  | 400                         |
| Патрон            | 7,92 × 33 мм                |
| Принципы работы   | продольно-скользящий затвор |
| Вид боепитания    | коробчатый магазин          |
| Прицел            | открытый                    |

## VG4
Опытная винтовка под патрон 7,92 × 57 мм с продольно-скользящим затвором. Боепитание осуществлялось из неотъёмного магазина. Сконструирована компанией Mauser, не производилась серийно.
В ряде источников упоминается винтовка Mauser под патрон 7,92 × 33 мм, но этот образец не относился к семейству Volksgewehr.
| Характеристики    | Характеристики              |
| ----------------- | --------------------------- |
| Годы производства | 1944—1945                   |
| Всего выпущено    | менее 10                    |
| Патрон            | 7,92 × 57 мм                |
| Принципы работы   | продольно-скользящий затвор |
| Вид боепитания    | неотъёмный магазин          |
| Прицел            | открытый                    |

## VG5
Винтовка под патрон 7,92 × 57 мм с продольно-скользящим затвором. Боепитание осуществлялось из неотъёмного магазина (выпускались и однозарядные варианты без магазина). Представляла собой предельно упрощённый карабин Маузер 98к. Также известна под обозначением Volkssturmkarabiner 98 (с нем. — «карабин Фольксштурма») или VK98. Также существовал вариант K98v, имевший ряд отличий от стандартного VK98. При этом даже «стандартные» VK98 отличались друг от друга конструкция лож, длиной стволов, наличием или отсутствием магазина и т. п. Сконструирована и производилась компанией Steyr.
| Характеристики               | Характеристики              |
| ---------------------------- | --------------------------- |
| Годы производства            | 1944—1945                   |
| Всего выпущено               | 9 500…10 000                |
| Масса, кг                    | 3,10                        |
| Длина, мм                    | 1100                        |
| Длина ствола, мм             | 600                         |
| Патрон                       | 7,92 × 57 мм                |
| Принципы работы              | продольно-скользящий затвор |
| Начальная скорость пули, м/с | 755                         |
| Прицельная дальность, м      | VK98 100…150 K98v 500       |
| Вид боепитания               | неотъёмный магазин          |
| Прицел                       | открытый                    |

## Erma Volksgewehr
Опытный карабин под патрон 7,92 × 33 мм с продольно-скользящим затвором. Боепитание осуществлялось из отъёмного магазина от StG 44. Сконструирован компанией Erma, не производился серийно.
| Характеристики    | Характеристики              |
| ----------------- | --------------------------- |
| Годы производства | 1944                        |
| Длина, мм         | 889                         |
| Длина ствола, мм  | 419                         |
| Патрон            | 7,92 × 33 мм                |
| Принципы работы   | продольно-скользящий затвор |
| Вид боепитания    | коробчатый магазин          |
| Прицел            | открытый                    |

## Gustloff Volkssturmgewehr

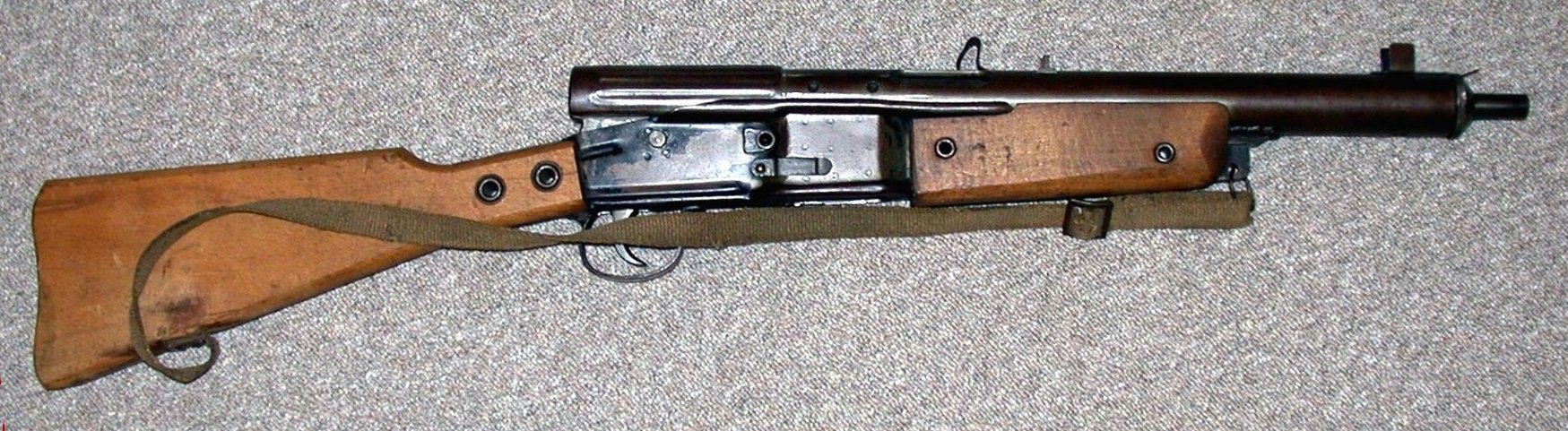
Gustloff Volkssturmgewehr без магазина.

Самозарядный карабин под патрон 7,92 × 33 мм. Автоматика работала по принципу полусвободного затвора с торможением отката затвора пороховыми газами. Боепитание осуществлялось из отъёмного магазина от StG 44. Сконструирован Карлом Барницке, производился компанией Gustloff Werke.

## Röchling Volksgewehr
Опытная винтовка под патрон 7,92 × 57 мм. Использовала схему работы с подвижным вперёд стволом и неподвижным затвором. Сконструирована Августом Коэндерсом, опытные образцы изготовлены на предприятии Röchling Eisen-und Stahlwerke GmbH. Не производилась серийно.

## Röchling Volkssturmkarabiner
Опытный самозарядный карабин под патрон 7,92 × 33 мм. Использовал схему работы с подвижным вперёд стволом и неподвижным затвором. Сконструирован Августом Коэндерсом, опытные образцы изготовлены на предприятии Röchling Eisen-und Stahlwerke GmbH. Не производился серийно.

### VG1
- Ian McCollum. Walther VG1 (амер. англ.). forgottenweapons.com. Дата обращения: 8 июня 2024. Архивировано 16 января 2012 года.
- Forgotten Weapons.  Ian McCollum: Walther VG-1 Presentation Model (амер. англ.). YouTube (10 ноября 2013). Дата обращения: 8 июня 2024. Архивировано 18 октября 2015 года.

### VG2
- Попенкер М. Винтовка Фолькстшурма Volkssturmgewehr VG.2 (Германия). modernfirearms.net. Дата обращения: 8 июня 2024. Архивировано 7 ноября 2017 года.
- Ian McCollum. Spreewerke VG-2 (амер. англ.). forgottenweapons.com. Дата обращения: 8 июня 2024. Архивировано 16 января 2012 года.
- Forgotten Weapons.  Ian McCollum: Spreewerke VG-2 (амер. англ.). YouTube (15 апреля 2016). Дата обращения: 8 июня 2024. Архивировано 1 апреля 2019 года.

### VG3
- Matthew Moss. The 7.92mm Kurz Rheinmetall Volkssturmgewehr (англ.). armourersbench.com (9 июня 2018). Дата обращения: 8 июня 2024. Архивировано 26 сентября 2019 года.
- Forgotten Weapons.  Ian McCollum: VG45K: Rheinmetall's 8mm Kurz Volksgewehr (амер. англ.). YouTube (8 октября 2022). Дата обращения: 8 июня 2024. Архивировано 10 октября 2022 года.

### VG5
- Forgotten Weapons.  Ian McCollum: Volksturm VG-5, aka VK-98 (амер. англ.). YouTube (15 сентября 2015). Дата обращения: 8 июня 2024. Архивировано 2 июня 2016 года.